# Zuihuai

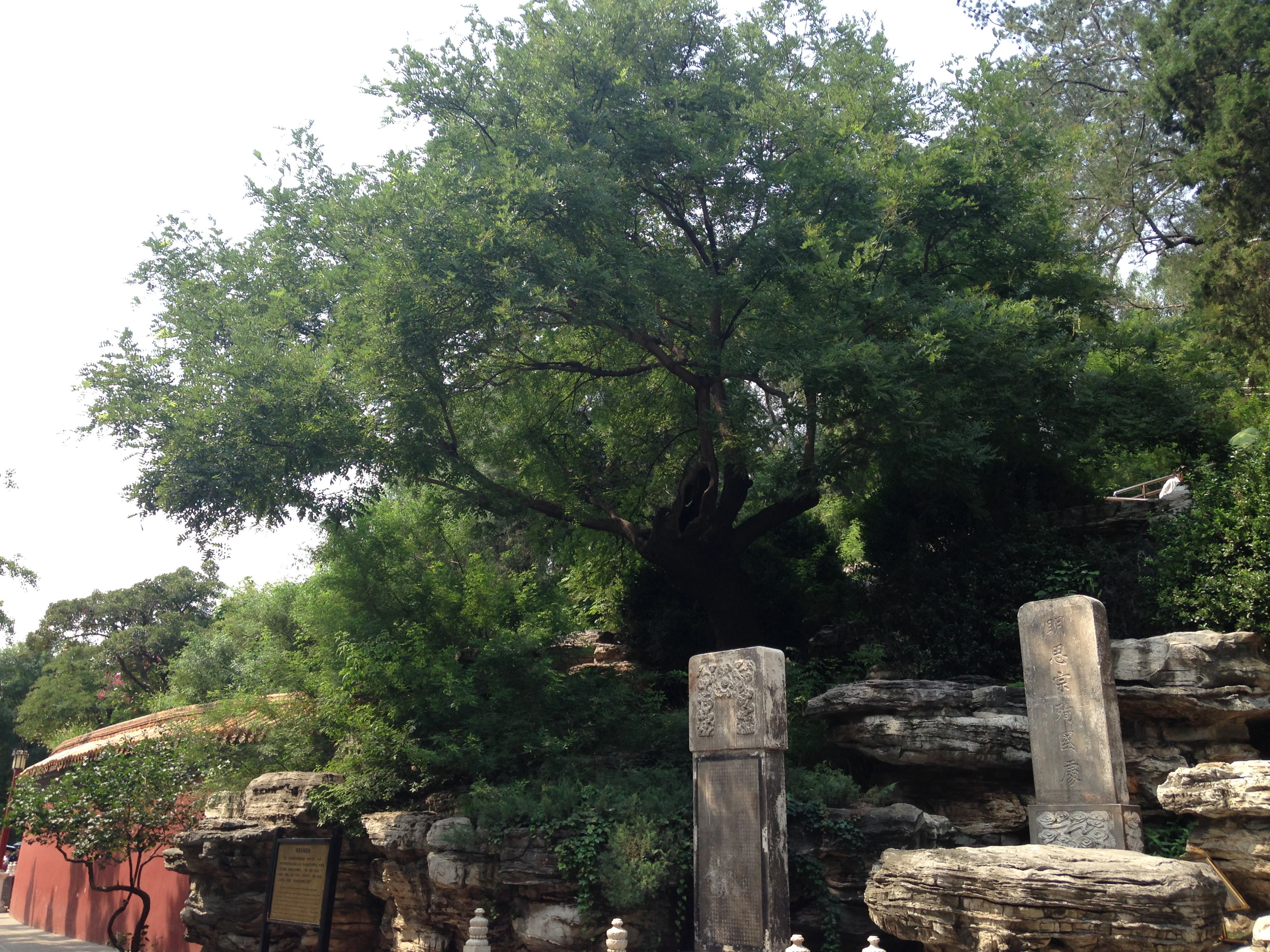
Der „Schuld tragende Schnurbaum“

Der Zuihuai (chinesisch 罪槐, Pinyin Zuìhuái, deutsch etwa „Schuld tragender Schnurbaum“) ist ein Japanischer Schnurbaum (Styphnolobium japonicum), der sich im Pekinger Jingshan-Park nördlich der Verbotenen Stadt befindet.
Der  Baum ist ein nationales Wahrzeichen. An ihm erhängte sich Chongzhen, der letzte Kaiser der Ming-Dynastie, nachdem eine Gruppe aufständischer Bauern, geführt von Li Zicheng, die Verbotene Stadt erstürmt hatte.
Der Baum wurde während der Kulturrevolution schwer beschädigt und schließlich im Jahr 1971 entfernt. 1981 ließ die Parkverwaltung an gleicher Stelle einen jungen Schnurbaum pflanzen, der 1996 durch ein größeres, bereits über 150 Jahre altes Exemplar aus dem Pekinger Stadtbezirk Dongcheng ersetzt wurde.